# Eric Mathias von Nolcken
Eric Mathias von Nolcken (Riga, 24 de mayo de 1694-Estocolmo, 18 de octubre de 1755) fue un diplomático, político y friherr (barón) sueco. Fue embajador sueco en Rusia.

## Biografía
Eric Mathias von Nolcken nació en Riga, en el Imperio sueco, el 24 de mayo de 1694 en el seno de una familia de la nobleza alemana del Báltico. Se crio en Wismar, donde su padre, Cristopher Reinhold von Nolcken (1620-1732) sirvió como oficial del ejército sueco entre 1695 y 1715. Su madre, Ingeborg Christina Stackelberg (1664-1747). era hija del jefe de distrito Matthias von Stackelberg e Ingeborg Grubbe.
Estudió en la Universidad de Uppsala y en la de Gotinga. En 1715, entró en el servicio de la oficina de política exterior, por lo que sería enviado en 1716 a los Países Bajos, desde donde sería enviado de vuelta a Estocolmo con una carta de Georg Heinrich von Görtz. Desde 1718 estaría en la cancillería de exteriores y participaría con Johan Paulinus Lillienstedt en el congreso de paz de Aland en 1719. Entre 1720 y 1730 trabajó como secretario en la embajada sueca en la corte prusiana. En 1725 trabajó con el embajador en San Petersburgo Josías Cederhielm en las relaciones con Rusia. En 1726 entró en la nobleza presentada sueca.
En 1730 fue nombrado consejero de gobierno en la Pomerania sueca. Era pariente del presidente de la cancillería del Consejo Imperial Arvid Horn, con quien mantenía una correspondencia confidencial. A través de Nolcken, que le informaba de las noticias de la provincia, Horn ejercía su influencia en su política interior. De ese modo, la información llegaba a Horn informalmente de Nolcken desde Stralsund antes de que lo hiciera el superintendente Timotheus Lütkemann. Desde 1733 se trasladó a Estocolmo, donde se encargó de una construcción patrocinada por el rey en Barth. 
Antes de la caída del poder de Horn, Nolcken fue enviado en 1738 a San Petersburgo como embajador extraordinario, sustituyendo a Joakim von Dittmer en el cargo. Horn deseaba la paz con Rusia, pero no así el partido de los Sombreros ahora en el poder. En la corte rusa demostró ser un hábil diplomático, creando conexiones con altas instancias de la corte y proporcionando informaciones valiosas sobre la capacidad bélica rusa y un mapa de sus defensas fronterizas. Tras la muerte de la zarina Ana Ivánovna en 1740 y la caída del regente Ernst Johann von Biron, Nolcken junto con el marqués de La Chétardie, aprovechando la amistad del primero con la duquesa Elizaveta Petrovna, la convencieron de dar un golpe de Estado contra la regente, Ana Leopóldovna, madre del niño Iván VI, y su canciller Andréi Osterman con el apoyo de Suecia, que declara la guerra a Rusia en julio de 1741, a cambio de la devolución de las provincias bálticas a Suecia. Nolcken regresó a Estocolmo poco antes del inicio de la guerra.
Con la ascensión de Isabel I por sus propios medios, ante la derrota sueca en la guerra, evitó el tener que cumplir sus promesas de devolución de territorios. En febrero de 1742, en vista de los funestos resultados de la ofensiva sueca, es enviado desde Tornio a Moscú, donde asistiría a la coronación de la zarina, para iniciar las negociaciones de paz que concluirían, tras duras negociaciones, en agosto de 1743 en el tratado de Åbo. En 1743 fue nombrado vicesecretario de Estado y en 1744 secretario de Estado del departamento de Exteriores. El título de barón y el cargo de alto canciller le fueron otorgados en 1747. Al año siguiente fue nombrado comandante de la Orden de la Estrella Polar y desde 1750 ejerció como presidente del Götta hovrätt (tribunal de apelación) de Jönköping. Falleció en Estocolmo en 1755.

### Familia
Erich Matthias von Nolcken se casó en 1731 con Christina Margaretha Lode (1708–1739), hija del terrateniente livón Gerhard Lode y su segunda esposa la baronesa Margaretha Elisabeth Horn af Kanckas. La parea tuvo tres hijos y cuatro hijas, entre ellos: Arvid Reinhold (1732–1802), Johan Fredrik (1737–1809) y Gustav Adam (1733–1813)
De su segundo matrimonio con Anna Regine Freiin Horn af Åminne (1718]–1796) nacieron una hija y un hijo.